# Hamilton Sabot
Hamilton Sabot (n. 31 mai 1987, Cagnes-sur-Mer, Provence-Alpes-Côte d'Azur, Franța) este un gimnast artistic ce a reprezentat Franța, medaliat olimpic. A participat la 2 ediții ale Jocurilor Olimpice (2008, 2012) în care a câștigat o medalie de bronz.